# کوجی هاشیموتو
کوجی هاشیموتو (ژاپنی: 橋本 晃司؛ زادهٔ ۲۲ آوریل ۱۹۸۶) یک بازیکن فوتبال اهل ژاپن است.
از باشگاه‌هایی که در آن بازی کرده‌است می‌توان به باشگاه فوتبال ناگویا گرامپوس، باشگاه فوتبال میتو هولیهوک، اشگاه فوتبال اومیا آردیجا و باشگاه فوتبال کاوازاکی فرونتال اشاره کرد.